# Rue Barbacane
 (septembre 2024).
Si vous disposez d'ouvrages ou d'articles de référence ou si vous connaissez des sites web de qualité traitant du thème abordé ici, merci de compléter l'article en donnant les références utiles à sa vérifiabilité et en les liant à la section « Notes et références ».
La rue Barbacane de Carcassonne constitue l'une des plus anciennes barbacanes de France.

## Origine du nom
La rue Barbacane rappelle la présence d'une barbacane aujourd'hui détruite.

## Historique
Élevée sur la rive droite de l'Aude lors de la création de la deuxième ligne de fortification de Carcassonne (entre 1228 et 1239), cette construction appelé la grosse barbacane formait un poste avancé sur le côté occidental de la cité. Elle fut détruite en 1816, mais le passage couvert protégé par de hauts murs crénelés évoque encore sa liaison avec l'enceinte extérieure et la porte occidentale de la Cité de Carcassonne. En 1854, l'architecte et restaurateur Eugène Viollet-le-Duc a bâti sur son emplacement, et sur la commande de la municipalité, l'église Saint-Gimer.

### Infrastructure routière
La rue Barbacane est intégrée à un important axe routier dans le département de l'aude (D104). 
La D104 est une route départementale dans le département français de l'Aude sud. La route se connecte via Carcassonne Couffoulens, Leuc, Verzeille, Saint- Hilaire et à Limoux Pieusse  et à environ 30 kilomètres de long. La D104 est un itinéraire alternatif à la route entre Carcassonne et Limoux en plus de la D118.

### Fréquentation touristique
La rue Barbacane est, dans les années 2020, très fréquentée par les touristes durant l'été. Un projet de piétonisation de la rue est lancé début 2024.
La rue Barbacane est constituée principalement d'habitations, et de quelques restaurants, hôtels et galeries commerçantes.
Les principaux lieux de la rue Barbacane :  
- Chapelle du Petit Saint-Gimer,
- Adonis Carcassonne (Résidence 3 étoiles "La Barbacane").
- Maison de retraite Carmableu (EHPAD par ORPEA).
- École maternelle Barbacane (École maternelle publique)[3].
- École de la Deuxième Chance "E2c".
- Superettes (Suan Phillipe, Vival Silva, Le Jardin d'Été).
- Biau Pierre Bronzier d'Art.
- Centrale de réservation Gites de France Aude.